# Graziëlla Hunsel Rivero
Graziëlla Hunsel Rivero (Amsterdam, 4 januari 1976) is een Nederlands zangeres. 
Ze noemt zichzelf cultureel ondernemer. 
Ze is dochter van zangeres Anne-Marie Hunsel.  Hunsel groeide op in Amsterdam-Zuidoost toen nog gewoon Bijlmermeer genoemd. Ze woonde in Groeneveen/Ganzenhoef en kon dolen tussen de honingraatflats. Ze voelde zich daar tussen al die bevolkingsgroepen thuis, hetgeen niet het geval was op haar middelbare school Amsterdams Lyceum in een wit Amsterdam-Zuid. 

## Zangloopbaan
Vanwege het zingen van haar moeder begon ze zelf ook al vroeg. Naar eigen zeggen zingt ze vanaf haar eerste levensjaar. Ze kreeg zangles op de zang- en balletschool in Ganzenhoef. Ze stond op haar vijf/zestiende samen met haar moeder op het podium; ze was het voorprogramma van haar moeder tot in Suriname aan toe. Ze zong destijds wel voor een drieduizendkoppig publiek. Ze maakte in de Bijlmermeer kennis met de muziek van Boy Edgar (ze hield een toespraak bij de vernoeming van de Boy Edgarbrug) en via organisator en Bijlmerdiva Anita Porcelijn met optredens van Nederlands jazzmusici in “haar”  jazzclub in Hoogoord.  Toch zag ze jazz maar weinig (en steeds minder) terug in die wijk. Zelf zong ze binnen de genres singer-songwriter, soul en blues. Onder inspiratie van Broken Hearted Melody van Sarah Vaughan vond een overgang plaats naar jazz. Eerbetonen aan Sarauh Vaughan, Ella Fitzgerald en Dinah Washington leidde in het Bijlmer Parktheater tot The Grand Ladies of Jazz, dat gedurende enkele jaren vastere voet kreeg. In 2017 begon dan haar loopbaan als zangeres serieuze vormen aan te nemen bij een evenementenbureau (2017-2023); hetgeen uitliep in de oprichting van ZOJazz Stage in 2021, waarvan ze de eerste jaren directeur was. Het is gevestigd in het verbouwde Zandkasteel, waarin in juni 2024 een repetitieruimte kwam en een concertzaal in de planning zit voor oktober 2025. In de jaren twintig maakte ze zich hard voor herstel van de Paramaribop (combinatie Paramaribo en bop) met stijlicoon Kid Dynamite.  Ze zong in 2018 in die versie van The Passion (bloedvloeiende vrouw; in 2019 nam ze deel aan All Together Now.

## Spaans
Hunsel heeft een Spaanse vader. Omdat het zingen (nog) geen vaste bron van inkomsten was, begon ze naast het zingen aan een lange loopbaan in het Spaans. Hunsel studeerde Spaanse taal en cultuur aan de universiteit van Amsterdam (1998-2002); ze combineerde deze studie met een studie aan de Universiteit van Oviedo (2000-2002). In het seizoen 2005-2006 studeerde ze voor het onderwijsdiploma aan de Amsterdamse universiteit. Vanaf 2005 was ze tevens toetsdeskundige CITO in Utrecht (tot 2014)  en docent Spaans in Almere en Huizen (tot 2020). Ook organiseerde ze reizen naar Spanje. 

## Anders
Hunsel is ook op ander gebied actief; ze was betrokken bij de herontwikkeling van de Hondsrugweg naar Hondsrugpark. Toch ziet ze ook negatieve ontwikkeling van de Zuidoost-wijken; verdichting van de bebouwing ten koste van groen en/of de wijk zoals zij die kende. 